# Alloiothucha
Alloiothucha is een geslacht van wantsen uit de familie van de Tingidae (Netwantsen). Het geslacht werd voor het eerst wetenschappelijk beschreven door Carl John Drake in 1927.

## Soorten
Het genus bevat de volgende soorten:

- Alloiothucha artocarpi (Horváth, 1926)
- Alloiothucha chaera Drake, 1966
- Alloiothucha necopinata Drake, 1927
- Alloiothucha philippinensis Drake, 1927